# Пука (округ)
Пука (алб. Rrethi i Pukës) — один з 36 округів Албанії, розташований на півночі країни.
Округ займає територію 1034 км² і відноситься до області Шкодер. Адміністративний центр — місто Пука.

## Географічне положення
Округ Пука знаходиться в північній гористій частині Албанії. Найвища точка округу досягає висоти майже 2000 м. Зими дуже сніжні, так що дороги і багато населених пунктів виявляються в сніговому полоні.

## Населення
Більшість жителів округу проживають в сільській місцевості. Так в адміністративному центрі, місті Пука, всього 5000 жителів.
Як і інші гірські райони Албанії, округ дуже бідний. Єдина економічно важлива галузь промисловості — деревообробка та переробка.
Через масове безробіття багато жителів перебралися ближче до найважливіших міст країни.
Велика частина населення — католики, близько третини — мусульмани.

## Транспорт
На противагу іншим регіонам Північно-Албанських Альп, округ має хороше транспортне сполучення. Тут проходить головна дорога на північний схід країни, що з'єднує Центральну Албанію з Косово через Фуша-Аррес, а також другорядні дороги, що ведуть на південь через округ Мірдіта до Адріатичного моря і на захід через Пуку в Шкодер. Ще одна дорога є єдиним шляхом в Байрам-Цуррі, адміністративний центр сусіднього округу Тропоя.

## Адміністративний поділ
Територіально округ розділений на місто Пука і Фуша-Аррес і 8 громад: Blerim, Fierza, Gjegjan, Iballa, Qafë Mal, Qelëz, Qerret, Rrapa.